# Commando Garrison
Commando Garrison (Garrison's Gorillas) est une série télévisée américaine en 26 épisodes de 52 minutes, créée par Mort Green et diffusée entre le 5 septembre 1967 et le 12 mars 1968 sur le réseau ABC.
En France, la série a été diffusée sur Série Club.

## Synopsis
Durant la Seconde Guerre Mondiale, quatre têtes brûlées sont sorties de prison pour rejoindre un commando dirigé par le Lt. Garrison, afin de se battre contre les Nazis. Les épisodes se déroulent en 1941, 1942, 1943 et 1944.
Cette série d’actions met l’accent sur un groupe de commandos recrutés dans les prisons de l’État pour utiliser leurs compétences particulières contre les Allemands pendant la Seconde Guerre mondiale. On leur promet une libération conditionnelle à la fin de la guerre s’ils réussissent (et s’ils vivent). L’alternative est un retour immédiat en prison; s’ils fuient, ils peuvent s’attendre à être exécutés pour désertion.
Les quatre sont : « Actor », un bel escroqueur à la voix résonnante ; « Casino », un cracker et mécanicien robuste ; « Goniff », un cambrioleur de chat mince et sympathique ; et « Chief », un robuste indien américain sombre qui manipulait un interrupteur comme s’il était né pour ça. Aucun vrai nom n’a jamais été utilisé, seulement leurs pseudonymes.
Dirigé par le lieutenant Craig Garrison de West Pointer et basé dans un manoir isolé à Londres, ce groupe glissant a parcourt toute l’Europe dans des exploits qui les conduisent souvent derrière les lignes ennemies. D’autres recrues sont parfois recrutées là où des compétences particulières sont requises.

## Distribution

### Personnages principaux
- Ron Harper : Lt. Craig Garrison
- Cesare Danova : Actor
- Brendon Boone : Chief
- Christopher Cary : Goniff
- Rudy Solari : Casino

### Personnages secondaires
- Lisa Pera : Christina
- Peter Haskell : Erik
- Curt Lowens : Col. Broiler
- Maurice Marsac : Maj. Dubray
- Horst Ebersberg : Agent de la Gestapo
- Oscar Beregi Jr. : Gen. Brunner
- Mark Bailey : Officier Allemand
- Gerd Rein : Garde Allemand

## Épisodes
1. La grande combine (The Big Con)
2. L'évasion (Breakout)
3. La prise (The Grab)
4. A valeur, valeur et demi (Banker's Hours)
5. Deux jours et l'apocalypse (48 Hours to Doomsday)
6. Le vol (The Great Theft)
7. Monnaie de singe (The Deadly Masquerade)
8. Laissez-moi mourir (Now I Lay Me Down to Die)
9. Dans le feu de l'enfer (Operation Hellfire)
10. Toujours bon à prendre (Thieves Holiday)
11. Trop plein (20 Gallons to Kill)
12. Des ennemis intimes (Friendly Enemies)
13. Marché noir (Black Market)
14. A feu et à sang (The Great Crime Wave)
15. Opération faucon (The Magnificent Forget)
16. Les sacrifiés (The Expendables)
17. Faits d'armes (War Games)
18. Sous les balles (Run From Death)
19. La sentence de mort (The Death Sentence)
20. Le cadeau empoisonné (The Big Lie)
21. Le traître (Ride of Terror)
22. Guerre ou pègre parie 1 (War and Crime)
23. Guerre ou pègre parie 2 (The Plot to Kill)
24. La duchesse (The Frame-Up)
25. La guerre des diamants (The War Diamonds)
26. La bombe (Time Bomb)